# Barbora Zsigmondiová
Barbora Zsigmondiová (17. června 1908, Zemianske Sady – 2. března 1978, Budapešť) byla slovenská fotografka.

## Život a tvorba
Vyučila se fotografkou ve Vídni a v roce 1928 si v Bratislavě otevřela fotoateliér. V roce 1929 se stala komunistickou aktivistkou, zanechala práce ve fotoateliéru a věnovala se sociální fotografii. Její snímky vycházely v levicově zaměřeném tisku. Druhou světovou válku přečkala v emigraci v Anglii. Po válce se usadila v Budapešti, kde pracovala jako kameramanka zpravodajského filmu, později jako televizní scenáristka a režisérka.